# Kámon megállóhely
Kámon megállóhely egy Vas vármegyei vasúti megállóhely Szombathely településen, a GYSEV üzemeltetésében. A névadó Kámon városrésztől keletre fekszik, a 87-es főút szintbeli vasúti keresztezésétől nem messze déli irányban.
A vonatok csak akkor állnak meg a megállóhelyen, ha van le- vagy felszálló utas.

## Vasútvonalak
A megállóhelyet az alábbi vasútvonalak érintik:
- Szombathely–Kőszeg-vasútvonal

## Kapcsolódó állomások
A megállóhelyhez az alábbi állomások vannak a legközelebb:
- Szombathely vasútállomás (Szombathely–Kőszeg-vasútvonal)
- Gencsapáti alsó megállóhely (Szombathely–Kőszeg-vasútvonal)

## Forgalom
| Járat        | Útvonal | Gyakoriság   |
| ------------ | --- | ------------ |
| személyvonat | Szombathely – Kámon – Gencsapáti alsó – Gencsapáti felső – Gyöngyösfalu – Lukácsháza alsó – Lukácsháza – Kőszegfalva – Kőszeg | 1-2 óránként |